# Joan Borgueres
Joan Borgueres (Espanya, segle XVII) va ser un mestre de capella de l'església parroquial de Santa Maria del Mar de Barcelona des del 30 de juliol de 1612 fins al 7 d'abril de 1616.
Com a mestre de capella de la Basílica de Santa Maria del Mar, tenia l'obligació d'ensenyar cant pla i cant d'orgue (polifonia), no sols per a ensenyar als quatre nens destinats al servei del cor, sinó a altres que tinguin una bona veu perquè l'església pugui presumir i tenir més reputació, per la qual cosa havia d'impartir lliçons de cant al matí i a la tarda.
A més d'impartir-los lliçons de cant, també havia de cuidar dels quatre nens triats per al servei del cor.